# یوکیو تسوچیا
یوکیو تسوچیا (ژاپنی: 土屋 征夫؛ زادهٔ ۳۱ ژوئیهٔ ۱۹۷۴) یک بازیکن فوتبال اهل ژاپن است.
از باشگاه‌هایی که در آن بازی کرده‌است می‌توان به باشگاه فوتبال توکیو وردی، باشگاه فوتبال ویسل کوبه، باشگاه فوتبال کاشیوا ریسول، اشگاه فوتبال اومیا آردیجا، باشگاه فوتبال ونتفورت کوفو و باشگاه فوتبال کیوتو سانگا اشاره کرد.